# Шевчук Леонід Володимирович
Леоні́д Володи́мирович Шевчу́к (13 квітня 1985 — 20 січня 2015) — солдат Збройних Сил України, учасник російсько-української війни. Один із «кіборгів».

## Життєпис
Батько Володимир Петрович ростив самостійно сина та дочку.
У часі війни — доброволець, гранатометник, 2-й взвод 1-ї роти, 81-ша окрема аеромобільна бригада, 90-й окремий аеромобільний батальйон.
20 січня група на 2-х БТРах рушила забрати поранених до АД. В умовах густого туману та за відсутності зв'язку — «глушили» терористи — десантники на БТРах потрапили у засідку. Під час бою БТР, який здійснював штурм з іншими військовиками, врізався в будівельні конструкції аеропорту та вибухнув. Тоді загинули солдати Анатолій Доценко, Іван Євдокименко, В'ячеслав Мельник, Андрій Миронюк, молодший сержант Сергій Зулінський.
Похований 3 квітня 2015-го в місті Вінниця, Алея Героїв Центрального кладовища, в останню дорогу Леоніда Шевчука і Сергія Зулінського проводжали тисячі людей.
Без Леоніда лишились батько, сестра, наречена — у квітні мали побратися.

## Нагороди та вшанування
- Указом Президента України № 282/2015 від 23 травня 2015 року, «за особисту мужність і високий професіоналізм, виявлені у захисті державного суверенітету та територіальної цілісності України, вірність військовій присязі», нагороджений орденом «За мужність» III ступеня (посмертно)[1].
- Нагороджений нагрудним знаком «За оборону Донецького аеропорту» (посмертно).
- Нагороджений медаллю «За жертовність і любов до України» (посмертно).
- 27 травня 2015 року в місті Вінниця на фасаді будівлі загальноосвітньої школи № 10 (вулиця Андрія Первозванного, 22), де навчався Леонід, йому відкрито меморіальну дошку.
- Вшановується в меморіальному комплексі «Зала пам'яті», в щоденному ранковому церемоніалі 20 січня[2][3].